# Silence monastique
Le silence est une pratique spirituelle préconisée par la quasi-totalité des traditions religieuses pour faciliter une approche de la divinité ou pour atteindre des niveaux élevés de pureté spirituelle. Au sein du christianisme, la pratique du silence est courante au sein des communautés monastiques depuis des siècles et peut aussi concerner des laïcs. Le silence monastique est une pratique plus développée dans l’orthodoxie (sous le nom d'hésychasme) et le catholicisme que dans le protestantisme mais elle n’en est toutefois pas complètement absente. Au sein du bouddhisme et de l’hindouisme, le silence joue également un rôle important.

## Le silence dans le judaïsme
Le judaïsme a une tradition de silence dans l’espace sacré. Bien qu’elles ne soient pas techniquement considérées comme des monastères, les synagogues, yeshivas et beit midrash (maison d’étude) sont les modèles à partir desquels la tradition du silence monastique chrétien a été bâtie. Au cœur même de la tradition juive se trouve l’injonction « écoute » qui ouvre l’affirmation de la foi juive dite Chema Israël (« Écoute Israël, le Seigneur notre Dieu est un. » Deutéronome 6/4) .
Le rabbin Gamaliel peut être cité à l’appui de cette importance du silence dans le judaïsme : « Toute ma vie, j’ai eu le privilège de me trouver en compagnie des hommes sages de la Torah et ils m’ont appris que rien n’est plus important que le silence pour vivre une vie productive. » 
Le rabbin Isadore Twersky rappelle l’introduction du Code de Maimonide : « On doit être à l’écoute des silences autant que des paroles. »

## Le silence dans le christianisme

### Racines bibliques

#### Ancien Testament
- Dans son livre Le Silence, le murmure de Dieu (Silence, The Still Small Voice of God), Andrew March montre que les origines du silence chrétien remontent aux psaumes traditionnellement attribués au roi David. Saint Benoît et ses moines connaissaient par cœur ces versets pour les chanter chaque semaine : « Je suis resté muet, dans le silence; Je me suis tu, quoique malheureux; Et ma douleur n'était pas moins vive; Mon cœur brûlait au dedans de moi; Un feu intérieur me consumait; Et la parole est venue sur ma langue. » [3] (Psaume 39, versets 2 et 3).
- Les trappistes se réfèrent aussi au psaume 62, versets 2 et 3 (C'est à Dieu seul que, dans le calme, je me remets: mon salut vient de lui. Lui seul est mon rocher, et mon Sauveur; il est ma forteresse: je ne serai pas ébranlé.)[4]
- Le moine trappiste Thomas Keating, fondateur de « Contemplative Outreach[5] », se réfère au psaume 46 verset 11 « Arrêtez, et sachez que je suis Dieu! ». La traduction de l’impératif hébreu « harpou » rendu par « arrêtez ! » dans la traduction Segond se traduit également par « soyez silencieux[6]. »
- Dietrich Bonhoeffer, dans « la Vie communautaire »[7], cite le verset 2 du Psaume 65 : « Le silence ô Dieu est ta louange dans Sion. » La traduction usuelle est toutefois plutôt « avec confiance ô Dieu on te louera dans Sion. »
- Ce passage du premier livre des rois, chapitre 19, versets 11 à 13, est également souvent cité : « L'Éternel dit: Sors, et tiens-toi dans la montagne devant l'Éternel! Et voici, l'Éternel passa. Et devant l'Éternel, il y eut un vent fort et violent qui déchirait les montagnes et brisait les rochers: l'Éternel n'était pas dans le vent. Et après le vent, ce fut un tremblement de terre: l'Éternel n'était pas dans le tremblement de terre. Et après le tremblement de terre, un feu: l'Éternel n'était pas dans le feu. Et après le feu, un murmure doux et léger. Quand Élie l'entendit, il s'enveloppa le visage de son manteau, il sortit et se tint à l'entrée de la caverne. Et voici, une voix lui fit entendre ces paroles: Que fais-tu ici, Élie ? »[3]

#### Nouveau Testament
- Deux épisodes des Évangiles présentent Jésus en prière silencieuse : au désert (« Alors Jésus fut emmené par l’Esprit dans le désert, pour être tenté par le diable. » - Évangile selon Matthieu chapitre 4, verset 1) et au jardin des oliviers (« Alors Jésus parvient avec eux à un domaine appelé Gethsémani et leur dit : « Restez ici, pendant que je m'en vais là-bas pour prier. (…) Et il vint vers les disciples, qu'il trouva endormis, et il dit à Pierre: Vous n'avez donc pu veiller une heure avec moi ! », Évangile selon Matthieu chapitre 26, versets 36 et 40).
- L’épître de Jacques (3/1-12) attribue en outre au silence une vertu de sanctification (« En effet, nous trébuchons tous de bien des manières. Si quelqu'un ne trébuche pas en paroles, c'est un homme mûr, capable de tenir tout son corps en bride. Quand nous mettons le mors dans la bouche des chevaux pour qu'ils nous obéissent, nous dirigeons ainsi leur corps tout entier. » Épître de Jacques chapitre 3, versets 2 et 3). Garder le silence permet d’éviter de pécher, ce que retiendront les fondateurs des ordres monastiques.

### Christianisme primitif
Au IIIe siècle en Égypte apparaissent les premiers ermites. Leur modèle est Antoine le Grand : face à une vie dans la cité qu'il considère pleine de péché, il choisit de s'en détacher et vit dans le désert, constituant un des premiers exemples d'anachorète.
Au début du IVe siècle, Pacôme le Grand crée les premières communautés car il estime que « la solitude est dangereuse », car elle peut conduire au désespoir ou au suicide : mieux vaut se grouper pour survivre. Au début, les moines sont seuls dans leur cellule et se retrouvent pour les repas.
Chenouté, abbé copte des IVe et Ve siècles, développe le monachisme copte. Il a eu jusqu'à deux mille moines et mille huit cents moniales sous ses ordres. Chenouté durcit la règle pachomienne, la trouvant trop douce. Sa règle est la première à comporter une promesse écrite d'obéissance.

### Tradition orthodoxe
Directement issue du christianisme primitif, l’Église orthodoxe enseigne que le silence permet d’approcher Dieu et de développer sa connaissance de soi, ou de vivre plus harmonieusement.
Théophile, patriarche d’Alexandrie, plaçait les mérites du silence au même niveau que la foi dans une lettre synodale de 400 après Jésus-Christ : « Les moines – s’ils veulent être ce qu’ils disent – aimeront le silence et la foi catholique, car rien n’est plus important que ces deux choses. »

### Tradition catholique
Bien que la parole soit en elle-même neutre, l’épître de Jacques (3/1-12) et les rédacteurs des règles monastiques voient dans le silence le seul moyen efficace de s’affranchir des péchés de la langue.

#### Saint Colomban
Le silence fait partie des dix vertus monacales établies par la règle de Colomban de Luxeuil (594), précurseur de la règle de Benoît de Nursie.

#### Les Bénédictins
Le silence joue un rôle majeur dans la règle bénédictine, où il permet de purifier l’esprit de toute distraction, et d’écouter Dieu plus attentivement.
Le chapitre 6 de la règle de saint Benoît est consacré au silence. Après avoir cité le psaume 39, versets 2 et 3 (voir ci-dessus), elle poursuit ainsi : « Ici le prophète montre que si l’esprit de silence doit à tout moment nous mener à nous abstenir même de bonnes paroles, à combien plus forte raison la punition des péchés doit nous faire éviter les mauvaises paroles. C’est pourquoi l’esprit de silence est si important, la permission de parler ne doit être accordée que rarement, même aux disciples parfaits, quand bien même ce serait pour une conversation bonne, sainte et édifiante ; car il est écrit : « Celui qui parle beaucoup ne manque pas de pécher, Mais celui qui retient ses lèvres est un homme prudent. » (Proverbes chapitre 10, verset 19) et ailleurs « La mort et la vie sont au pouvoir de la langue. » (Proverbes chapitre 18, verset 21).
Le rôle du silence est ainsi défini par frère David Bird, OSB : « Lorsque notre intérieur et notre extérieur seront tous les deux silencieux, Dieu fera le reste. »

#### Les Cisterciens
Les Cisterciens sont d’actifs promoteurs de la tradition de méditation contemplative. Pour une part, cette insistance sur le silence permet une élévation spirituelle, d’autre part elle permet d’éviter le péché. Un dialogue se poursuit entre les Bénédictins et les Cisterciens qui définit un « archétype monastique » caractérisé par la paix et le silence.

#### Les Trappistes
L'ordre cistercien de la stricte observance (en abrégé o.c.s.o.), dont les membres sont familièrement appelés trappistes, est un ordre monastique catholique qui a repris la règle cistercienne. « Selon de nombreuses traditions spirituelles, la personne qui fait silence « entend » Dieu. Le trappiste s’engage à garder le silence et promet ainsi de vivre en communion paisible et silencieuse avec les autres. Les premières communautés monastiques se servaient d’un langage gestuel simple pour la communication reliée au travail. Aujourd’hui, les conversations entre les moines se limitent aux communications nécessaires à la vie communautaire et aux échanges essentiels sur des questions de foi ou de vie personnelle. » 

### Tradition protestante
L’évangéliste et pasteur baptiste Frederick Brotherton Meyer (1847–1929), membre d’un mouvement piétiste, développa une forte adhésion à la pratique du silence, qu’il voyait comme un moyen d’accéder à la direction divine sur tous les sujets.

« Nous devons faire silence devant Dieu. La vie qui nous environne, à l’époque actuelle, est essentiellement  faite de précipitation et d’efforts. Nous sommes à l’âge du train rapide et du télégraphe. Ce qui remplirait une année est comprimé en un mois et ce qui occuperait un mois en une semaine. Un activisme fiévreux met en péril la vie religieuse. Ce courant a déjà pénétré nos églises et troublé leur quiétude. Les réunions succèdent aux réunions. Les mêmes personnes énergiques participent à toutes et sont de plus engagées dans toute sorte de bonnes actions. Mais nous devons faire attention de ne pas remplacer la contemplation par l’action, le sommet des montagnes par le fond de la vallée… Nous devons nous ménager du temps seul avec Dieu en silence. L’isolation derrière une porte fermée est indispensable… Sois silencieux et ressens que Dieu est en toi et autour de toi ! Dans le secret de l’âme, l’invisible devient visible, et l’éternel réel… Ne laisse pas passer un seul jour sans sa plage d’attente silencieuse devant Dieu. »

— FB Meyer, The Secret of Guidance
Le pasteur F.B. Meyer exerça une grande influence sur Frank Buchman (1878–1961), lui-même pasteur protestant et fondateur des groupes d’Oxford puis du Réarmement moral en 1938, refondé comme Initiatives et Changement en 2001. Un élément-clé de la pensée de Frank Buchman était la pratique d’un temps de silence quotidien qui, selon lui, permettait à tout un chacun de recevoir des pensées inspirées par Dieu sur tous les aspects de la vie. Un dicton fréquemment cité dans le mouvement inspiré par Frank Buchman est : "Quand l'homme écoute, Dieu parle ; quand l'homme obéit, Dieu agit". Karl Wick, rédacteur en chef du quotidien catholique suisse Vaterland, écrivit que Frank Buchman avait « apporté le silence monastique dans les foyers, les marchés et les conseils d’administration. »  L’enseignement de Frank Buchman toucha des milliers de personnes de toutes obédiences chrétiennes aussi bien que non chrétiennes.

« La direction divine doit devenir l'expérience normale des hommes et des femmes ordinaires. Chaque personne peut percevoir les messages divins si ses récepteurs sont en bon état. Des informations claires, précises et adéquates peuvent passer de l'Esprit de Dieu à l'esprit humain. C'est la façon normale de prier. »

— Frank Buchman, Rising Tide (discours)

### Rôle théologique du silence
La théologie chrétienne diffère de celle des religions du Dharma eu égard au mode par lequel l’élévation spirituelle survient dans le contexte d’un silence contemplatif. Le Bouddhisme et l’hindouisme recommande diverses pratiques spirituelles tout comme les dénominations chrétiennes. Toutefois le christianisme, et particulièrement le protestantisme, met l’accent sur l’idée que l’élévation spirituelle n’est pas à la portée des humains, quelle que soit la régularité et la persévérance de leurs pratiques. À leurs yeux au contraire, l’élévation spirituelle qui conduit à la proximité de la divinité et au salut ne saurait être le fruit d’efforts humains mais résulte d’un mécanisme surnaturel. Ce mécanisme qui est appelé « grâce » est parfois décrit comme l’action de Dieu, compris comme le Père, ou comme l’action de l’Esprit saint.

## Le silence dans l'hindouisme
Les saints et les textes sacrés hindous mettent l'accent sur l'importance du silence. On prête au poète hindou Dryanadev, qui vivait vers 1290 de notre ère, ces mots insérés dans un commentaire sur la Bhagavad Gita : « Ta vraie louange consiste en un silence parfait. »
L'hindouisme préconise un environnement serein comme aide à l'introspection, mais souligne encore plus la culture du silence intérieur. La paix extérieure est simplement un moyen de nous aider à trouver le silence intérieur. C'est la base de la pratique hindoue du mauna, le vœu de garder le silence, qui conduit certains croyants à s’abstenir de toute parole. La mauna n'est pas l'apanage du sage ou du saint. De brillants orateurs ou intellectuels ont également choisi de limiter leur discours. Le mahatma Gandhi a été le personnage public le plus important pratiquant la mauna. Il gardait le silence tous les lundis, ne communiquant ce jour-là que par écrit.
L’enseignement de Gandhi est particulièrement riche sur la petite voix intérieure :
- "Pour moi, la voix de Dieu, de la conscience, de la Vérité ou la "petite voix intérieure" sont une et même chose. Je n’ai jamais vu de forme. Je n’ai jamais cherché à en voir car j’ai toujours cru que Dieu n’a pas de forme. Mais ce que j’ai entendu était comme une voix venue de loin et pourtant très proche. C’était comme une voix humaine qui me parlait de manière claire et irrésistible. Je ne rêvais pas lorsque j’ai entendu cette voix. Avant de l’entendre, il y avait une terrible lutte intérieure en moi. J’ai écouté, je me suis assuré que c’était la Voix, et la lutte a cessé."[25]
- "Il y a des moments dans la vie où, pour certaines choses, nous n’avons pas besoin de preuves extérieures. Une petite voix à l’intérieur de nous nous dit : « Tu es sur la bonne voie, ne déplace pas ton pied à droite ou à gauche, mais reste sur ce chemin droit et étroit."[25]
- "La petite voix intérieure doit toujours être l’arbitre final des cas de conscience."[25]
- "Ayant fait un effort sans relâche pour atteindre ma purification, j’ai développé une petite capacité à entendre correctement et clairement la petite voix intérieure."[25]
- "Je perdrai toute utilité le jour où je réduirai au silence ma petite voix intérieure."[25]
- "Les pénitences ne sont pas pour moi des actes mécaniques. Elles sont le résultat d’une obéissance à la voix intérieure."[25]

Les tapas sont des exercices d'ascétisme qui prônent entre autres le silence dans l'hindouisme, et dans le jaïnisme. Le yoga cherche la paix intérieure en ayant un esprit silencieux également.

## Le silence dans le bouddhisme
Les techniques de méditation bouddhistes utilisent les techniques du vipassana et du samatha. Une des catégories centrales de la pensée bouddhiste est le sunyata, qui peut être décrite comme le silence de l’Être ontologique. Les vœux de Bodhisattva du bouddhisme mahayana ou du bouddhisme theravada n’incluent en principe aucun vœu de silence. Ceux qui pratiquent le silence le font selon la règle monastique locale mais non comme partie intégrante de leurs vœux.

### La pratique zen du silence
Le monastère zen est appelé zen-dō, et l’une de ses pratiques de base est la méditation assise appelée zazen. Le Zazen est pratiqué soit en silence, soit en chantant. En dehors de cette méditation assise, le silence est souvent de règle lors des repas végétariens simples à base de gruau. Des gestes codifiées de la main et du bras sont utilisés pour communiquer. Le temps de silence est généralement précédé par la récitation du sūtra du cœur et des cinq méditations.

### Le silence en paraboles
Différents récits ou paraboles décrivent le silence pendant les méditations et actions, que ce soit dans la pratique monastique ou laïque.
Trois moines qui avaient fait vœu de silence furent autorisés à faire une dérogation chaque année pendant laquelle un moine fut autorisé à parler. À la fin de la première année, le premier moine déclara "La soupe est trop chaude." Un an plus tard, tous se tournèrent vers le second moine, qui dit : "La soupe est trop froide." La troisième année, le troisième moine s’exprima à son tour, disant "La soupe n’est ni trop froide ni trop chaude, mais elle est trop salée." La quatrième année, l’abbesse afficha une petite note disant que ce serait elle qui parlerait cette année-là. Les moines réunis étaient impatients d’entendre le discours de leur abbesse respectée et firent silence. On aurait pu entendre une mouche voler. Et l’abbesse déclara: “je ne veux plus de ces disputes à propos de la soupe."
Quatre moines avaient décidé de méditer en silence pendant deux semaines. À la tombée de la nuit du premier jour, leur chandelle commença à vaciller puis s’éteignit. Le premier moine dit : "Oh, non! La chandelle s’est éteinte." Le deuxième moine dit : "Est-ce qu’on n’était pas censés rester silencieux ?" Le troisième dit alors : "Pourquoi faut-il que vous deux, vous brisiez le vœu de silence ?" Le quatrième moine rit alors et dit : "Ha! Je suis le seul qui n’ait pas parlé !"

## Merton: le rapprochement des traditions contemplatives
Thomas Merton (1915 – 1968), moine trappiste américain, est particulièrement connu pour son activité dans le domaine du dialogue interreligieux et pour y avoir rapproché les différentes traditions monastiques avec des interlocuteurs tels que le dalaï-lama, Thich Nhat Hanh et un grand spécialiste du zen Daisetz Teitaro Suzuki.

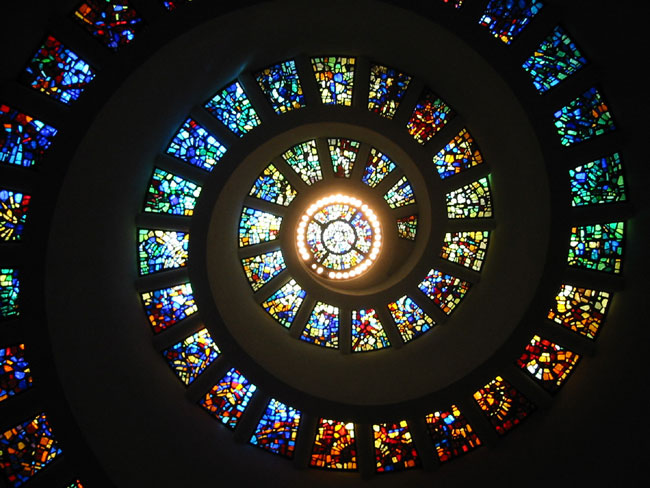
Thanks-Giving Square chapel interior in Dallas, Texas

### Le silence qui surmonte les paradoxes
Dans son célèbre ouvrage « Pensées dans la solitude » , paru en 1958 et réédité 25 fois, Merton décrit le silence comme une forme de paradoxe tels que les Kōan typiques du Bouddhisme zen : « Les contradictions ont toujours existé dans les âmes des individus. Mais c’est seulement lorsque nous préférons l’analyse au silence qu’elles deviennent un problème permanent et insoluble. Nous ne sommes pas censés résoudre toutes les contradictions mais vivre avec elles, nous élever au-dessus d’elles et les voir dans la lumière de valeurs extérieures et objectives qui les rendent triviales par comparaison. »

### Le Journal asiatique
Dans « Le Journal asiatique de Thomas Merton », l’auteur insiste sur la sérénité qui émane du silence bouddhiste : « Je suis capable d’approcher les Bouddhas pieds nus et sans trouble, dans l’herbe humide ou le sable mouillé. Puis le silence des visages extraordinaires. Les grands sourires. Immenses et cependant subtils. Emplis de toute possibilité, ne discutant rien, connaissant tout, ne rejetant rien, la paix faite non de résignation émotionnelle mais de Madhyamaka, de Śūnyatā, qui a vu au travers de toutes les questions sans essayer de discréditer quiconque ou quoi que ce soit – sans réfutation – sans ouvrir d’autres discussions. Pour les doctrinaires, les esprits qui aiment les positions bien argumentées, une telle paix, un tel silence peut être effrayant. »

### La vie silencieuse
Dans la vie silencieuse,
« La fonction principale du silence monastique est donc de préserver cette memoria Dei qui est bien plus que juste une « mémoire ». C’est un éveil total et une conscience de Dieu qui sont impossibles sans le silence, le recueillement et un certain retrait. »

### La protestation par le silence contemplatif
Outre sa valeur spirituelle, Thomas Merton ajoutait au silence une dimension sociale : « Je fais du silence monastique une protestation contre les mensonges des hommes politiques, des propagandistes et des agitateurs... » 

## Concurrence Orient-Occident sur le rôle du silence
Le silence monastique est une des pratiques qui unissent de nombreuses religions et fournit donc toujours un point de convergence entre les traditions religieuses orientales et occidentales.
Le père Thomas Keating déclare que, comme le Bouddhisme, le Christianisme dispose de plusieurs méthodes contemplatives. Celles-ci se regroupent en deux traditions : la « prière de centrage » que nous représentons, et la méditation chrétienne, mise au point par John Main, qui se diffuse rapidement dans le monde entier grâce au leadership dynamique du père Lawrence Freeman.”
L’approche du père Keating est influencée par sa collaboration avec des bouddhistes issus de différentes traditions tandis que celle du père Freeman l’est par sa fréquentation du monde hindouiste.
Le frère James Conner, compara les approches lors de la 5e Conférence contemplative christiano–bouddhiste tenue à l'Institut Naropa, au cours de laquelle des ecclésiastiques de tradition monastique Zen, Vajrayana et catholiques ont médité et discuté ensemble. Selon lui, la prière silencieuse est conçue pour transcender les processus rationnels et pour permettre la perception d'un état exalté. « Le Zen dit que la nature de Bouddha commence là où les niveaux rationnels finissent. L'enseignement chrétien est identique. L'on doit y pratiquer une prière sans paroles et sans pensées afin de percevoir la présence divine. »

## Application du silence en dehors du contexte religieux

### Domaine médical
La pratique du silence s’est propagée dans le domaine des médecines alternatives via les médecines holisitiques qui s’adressent à la fois au corps et à l’esprit
.

### Psychiatrie
Le psychiatre Jack Engler, bouddhiste theravada, a été le directeur du Schiff Psychiatric Center de l’université Harvard. Il a décrit la méditation comme une pratique permettant de faire le deuil et de lâcher prise. Selon Jack Kornfield, psychiatre et moine bouddhiste américain, la moitié des participants des retraites spirituelles sont aux prises avec un processus de deuil dans l’une de ses phases : déni, colère, abattement ou peine.
« C’est dans le silence que l’on sent la vibration de la création elle-même, que l’on entend le son de la source, le murmure de l’éternité. C’est dans le silence que l’on découvre sa véritable nature - que l’on est bien une expression d’un pouvoir divin sous-jacent à l’univers qui se manifeste dans notre corps, notre esprit et notre cœur. C’est dans le silence, que l’on découvre la vérité de l’interconnexion, et le joyau inestimable de l’amour. C’est dans le silence que l’on puise dans sa créativité la plus profonde, à la source de toute création, auprès de sa conscience elle-même. Le silence est une force de guérison et il nourrit. (…) Pour atteindre le don de l’illumination, il est vital de prendre fréquemment des temps de silence intérieur… »

### Aux Nations Unies
Dag Hammarskjöld, 2e Secrétaire général des Nations unies, est le créateur d'une salle de méditation au cœur du siège new-yorkais des Nations unies. Dès l'origine, une petite pièce avait été prévue dans l'immeuble pour permettre à ceux qui le désiraient de se retirer et de prier ou de méditer en silence, chacun selon sa foi. Dag Hammarskjöld estima que c'était insuffisant et, avec l'aide d'un petit groupe composé de chrétiens, juifs et musulmans, the "Friends of the UN Meditation Room", il fit installer une pièce plus vaste et plus digne d'une organisation mondiale. Il supervisa personnellement dans le moindre détail l'aménagement de cette salle de méditation, dont le centre est occupé par un bloc rectangulaire de minerai de fer suédois et le mur du fond par une peinture abstraite due au peintre suédois Bo Beskow (1906-1989). Les personnes qui le souhaitent peuvent prendre place sur des bancs et rester le temps qu'elles veulent. Dans un texte explicatif destiné aux visiteurs de cet espace, Dag Hammarskjöld dit notamment : "Cette maison, dédiée au travail et au débat au service de la paix, devait avoir une salle consacrée au silence au sens extérieur et au calme au sens intérieur. Le but était de créer dans cette petite pièce un lieu où les portes s'ouvrent sur les terres infinies de la pensée et de la prière. Des gens de nombreuses religions se rencontreront ici ; pour cette raison, aucun des symboles auxquels nous sommes habitués dans notre méditation ne pouvait être utilisé.".